# Pierre de Gorsse
Pour les articles homonymes, voir Gorsse.
Pierre de Gorsse, né le 1er février 1903 à Toulouse et mort le 16 mai 1984 est un avocat, historien et président de sociétés savantes français. Il était le neveu du dramaturge Henri de Gorsse et fils du médecin et historien Bertrand de Gorsse.

## Biographie
Pierre de Gorsse fut avocat à la Cour d'appel de Toulouse. Historien et spécialiste de Toulouse et de Midi-Pyrénées, il fut chargé de missions pour la protection des sites de la région pyrénéenne au ministère de l'Éducation nationale (1942-1959) puis aux ministère des Affaires culturelles (1959-1973).
Pierre de Gorsse fut président des Syndicats d'initiatives des Pyrénées (à partir de 1943) et vice-président de la Fédération nationale des syndicats d'initiatives de France (à partir de 1956).
Secrétaire perpétuel de l'Académie des arts de Toulouse (ancienne Académie royale de peinture, sculpture et architecture de Toulouse, officiellement reconnue par Louis XV, et que Pierre de Gorsse rétablit en 1943), président de l'Académie de législation de Toulouse, il fut également membre de l'Académie des sciences, de l'Académie des lettres pyrénéennes ainsi que de l'Académie des inscriptions et belles-lettres et de la Société des gens de lettres. Il fut membre correspondant de l'Académie de Béarn et de l'Académie de Montpellier.
En 1944, l’Académie française lui décerne, ainsi qu'à son père Bertrand de Gorsse, le prix Auguste-Furtado pour leur ouvrage sur Bagnères de Luchon.
Il était conservateur du musée Julien Sacaze à Bagnères-de-Luchon (la salle de la bibliothèque de ce musée, qui possède une collection très importante de livres et de documents concernant l'histoire luchonnaise, du Comminges et des Pyrénées, ainsi qu'une bibliothèque médicale et un herbier, porte son nom).
Pierre de Gorsse fut élevé au rang d'officier de la Légion d'honneur, décoré de la croix de guerre 1939-1945, officier de l'Ordre des Palmes académiques, du Mérite touristique, chevalier du Mérite agricole et de la Santé publique, et de l'Ordre du Mérite social.
En 1946, il était mainteneur de l'Académie des Jeux floraux de Toulouse et fut secrétaire perpétuel de l'Académie des Jeux floraux entre 1976 et 1984.
En 1976, Pierre de Gorsse fut chargé de lire l'hommage posthume au Toulousain Eugène-Humbert Guitard (secrétaire perpétuel de la Société d’histoire de la pharmacie), mort le 21 mai 1976.
Une stèle en hommage à Pierre de Gorsse "Ami et protecteur des Pyrénées" a été érigée près de Garin, village du Luchonnais, à proximité de la chapelle Saint-Pé-de-la-Moraine, édifice roman du XIIe siècle classé aux Monuments Historiques.
A Toulouse, un square situé au pied de l'église de la Dalbade, sur son côté nord, porte son nom.
Pierre de Gorsse a eu quatre enfants, tous passionnés d'histoire des Pyrénées, du Pays de Luchon et du Comminges.

## Publications
- 1922 : Pierre de Gorsse, Monographie de la cathédrale Saint-Étienne d'Agde, Imprimerie Vialelle et Perry, Toulouse, 1922
- 1933 : Pierre de Gorsse, L'Abbaye cistercienne Sainte-Marie de Valmagne, au diocèse d'Agde en Languedoc, éditions Chennevaux, Toulouse, 1933
- En 1979, Pierre de Gorsse reçoit le Grand Prix Gobert qui est un Prix de l'Académie française annuel, pour son livre Les Grandes Heures de Toulouse éditions Librairie académique Perrin, 1978

- 1980 : Pierre de Gorsse, Splendeurs et gloires des Pyrénées, éditions France-Empire, Paris, 1980
- Fiche IdRef

## Décorations
- Officier de la Légion d'honneur
- Croix de guerre 1939–1945
- Officier de l'ordre des Palmes académiques
- Officier de l'ordre du Mérite touristique
- Chevalier de l'ordre de la Santé publique
- Chevalier de l'ordre du Mérite agricole
- Chevalier de l'ordre du Mérite social